# Thank U, Next
Thank U, Next (abreviado desde Thank you, next, estilizado como thank u, next, en español: Gracias, siguiente) es el quinto álbum de estudio de la cantante y compositora estadounidense Ariana Grande, lanzado el 8 de febrero de 2019 a través de Republic Records. Tras el lanzamiento de su anterior álbum de estudio, Sweetener (2018), Grande comenzó a trabajar en un nuevo álbum en octubre del mismo año, el álbum fue escrito y producido Grande, con ayuda de Max Martin y demás productores e compositores.
La canción homónima se lanzó como el primer sencillo del álbum el 3 de noviembre de 2018, alcanzando el primer puesto de las listas de éxitos de 12 países y se convirtió en el primer sencillo número uno de Grande en el Billboard Hot 100 de Estados Unidos. La pista también rompió una serie de récords, incluido el récord de la mayoría de reproducciones en un solo día por una artista femenina en Spotify. Su segundo sencillo, «7 Rings», fue lanzado el 18 de enero de 2019, alcanzando su peak en el número 1 en 15 países y convirtiendo a Grande en la tercera artista femenina que tiene dos o más canciones debutando en la cima del Billboard Hot 100. «Imagine» fue lanzado como el tercer sencillo el mismo día del lanzamiento del álbum y alcanzó la posición 2 del Billboard Hot 100.
Tras su lanzamiento, Thank U, Next recibió el reconocimiento universal de los críticos de música, muchos de los cuales elogiaron la cohesión y la producción del álbum. Comercialmente, el álbum fue un éxito, alcanzando el primer lugar de las listas de países como Australia, Irlanda, Nueva Zelanda, México, Noruega, Suecia, Reino Unido y los Estados Unidos. En este último, el álbum rompió el récord de la semana de streaming más grande para un álbum pop y logró debutar con 360,000 mil unidades equivalentes en la lista Billboard 200. En apoyo a Sweetener y Thank U, Next, Grande se embarcó en la gira «Sweetener World Tour», que inició en marzo de 2019.

## Antecedentes
En agosto de 2018, la cantante finalmente lanzó al mercado su cuarto álbum de estudio, Sweetener. En septiembre de ese mismo año, la cantante canceló la promoción programada para Sweetener en programas televisivos como Saturday Night Live debido a las emociones de depresión y ansiedad a partir de la muerte del rapero estadounidense Mac Miller, con quien había tenido una relación amorosa de casi dos años y canceló su compromiso con el actor y comediante Pete Davidson. Debido a este trágico hecho, entre otros, Grande comenzó a sufrir problemas de salud y emocionales por lo que decidió dejar el escenario y el ojo público por un tiempo para centrarse de lleno en la grabación de su quinto trabajo discográfico.
Al siguiente mes, Grande anunció estar en el estudio trabajando en nueva música, al igual que anunció la gira "Sweetener World Tour". Ella mencionó que la gira era en apoyo a Sweetener y su futuro quinto álbum de estudio.

## Lanzamiento y promoción
Thank U, Next fue lanzado mundialmente el 8 de febrero de 2019 por Republic Records. La portada del álbum, tomada por Alfredo Flores, muestra a Grande tendida boca abajo en el suelo con el título del álbum pintado en su cuello por Brian Nicholson. La portada de la edición digital presenta un borde rosa, mientras que la edición en físico presenta un borde negro. El título del álbum lleva por nombre una frase que Grande y su amiga Victoria Monét usan repetidamente.[cita requerida]

### Gira
El 25 de octubre de 2018, Grande anunció a través de redes sociales que se embarcaría en una gira de conciertos la cual comenzó el 18 de marzo de 2019 en Albany, Nueva York.

### Sencillos

#### Thank U, Next
La canción del mismo nombre que el álbum se lanzó como el primer sencillo de Thank U, Next el 3 de noviembre de 2018, sin anuncio previo. Comercialmente, el sencillo fue un gran éxito, alcanzando el número uno de las listas de 12 países y rompiendo una serie de récords, incluido el récord de más reproducciones en un solo día por una artista en Spotify. La canción también se convirtió en el primer sencillo número uno de Grande en la lista Billboard Hot 100 de Estados Unidos. Ella interpretó la canción en The Ellen DeGeneres Show el 7 de noviembre. Su video musical se lanzó el 30 de noviembre, el cual rompió los récords del video musical más visto en YouTube en 24 horas y el video más rápido de Vevo en alcanzar más de 100 millones de visitas en YouTube.

#### 7 Rings
«7 Rings» fue lanzada como el segundo sencillo el 18 de enero de 2019. La pista también tuvo un amplio éxito comercial, alcanzando el número uno de las listas de éxitos de 15 países y haciendo de Grande la tercera artista femenina en tener dos o más canciones debutando en la cima del Hot 100 en Estados Unidos. «7 Rings» también rompió el récord de la canción más streaming en 24 horas en Spotify, recibiendo 14.9 millones de reproducciones mundialmente. En general recibió críticas mixtas de críticos de música, y fue el centro de acusaciones de plagio de múltiples artistas.

#### Break Up with Your Girlfriend, I'm Bored
«Break Up with Your Girlfriend, I'm Bored» fue lanzada como el tercer sencillo el 8 de febrero de 2019, el mismo día en que se lanzó el álbum. La canción debutó en la cima de las listas en Irlanda y Reino Unido. En este último, Grande se convirtió en la primera artista femenina en reemplazarse a sí misma en el número uno en la lista. A medida que la pista se convirtió en su quinto sencillo número uno en Irlanda, Grande ahora también tiene el récord de más números en la década de 2010 en el listado, junto a Rihanna.

## Recepción crítica
En Metacritic, que asigna una calificación normalizada de 100 a las reseñas de los críticos principales, Thank U, Next tiene una puntuación promedio de 86 basada en 24 reseñas, que indica "aclamación universal". Muchos críticos elogiaron la cohesión y la producción del álbum. Ross Horton de The Line of Best Fit elogió tanto la composición como la producción del álbum, afirmando que se trata de un "disco pop increíble con una producción elogiable" y comentando que "la gran composición hacen incluso no echar en falta a lo acústico de Grande".
Stephen Thomas Erlewine de AllMusic, también le dio al álbum una crítica positiva, comentando que "Grande está arrogando [...] con confianza" y concluyendo que el álbum "encarna todos los aspectos de Ariana Grande, la gran estrella del pop". Mikael Wood, de Los Angeles Times, dijo: "Thank U, Next hace alarde de la curación emocional de Grande; está llena de alegría al descubrir que lo que no la mató, realmente la hizo más fuerte".
Michael Cragg de The Guardian comentó que Thank U, Next parece ser un "resultado de un estallido de creatividad y un estado de ánimo predominante", y elogió aún más a «7 Rings» por ser un himno internacional de empoderamiento femenino. Concluyó positivamente, afirmando que Grande es una "estrella del pop que finalmente [...] está descubriendo quien es y qué quiere decir" y comparó el álbum con Dangerous Woman, el tércer álbum de Grande y ANTI (2016) de Rihanna. Helen Brown de The Independent dijo que Grande está "abrazando a su chica interior mala (en la sensual «Break Up with Your Girlfriend, I'm Bored») [y] siendo dueña de sus fallas y contradicciones "en temas como «Needy» y «NASA» cuncluyó diciendo que el álbum tiene muchas agallas vocales. Sal Cinquemani de Slant Magazine le otorgó al álbum cuatro estrellas y media de cinco, creyendo que el álbum "es fácilmente el esfuerzo más consistente de Grande hasta la fecha". Criticó que sea tan corto ya que te incita a escuchar aún más, pero finalmente concluyó postiviamente diciendo que "la mayor  negativa de Grande es fingir una sonrisa que resulta ser lo que la hace tan simpática".

## Rendimiento comercial
Thank U, Next debutó en el número uno de la lista Billboard 200 de Estados Unidos con 360.000 unidades equivalentes a álbum, incluyendo 116.000 copias de ventas digitales. Es la semana de streaming más grande para un álbum pop dentro de este territorio.[cita requerida] A nivel mundial debutó también en el número uno con 585.000 copias. Fue el tercer disco más vendido del 2019 y el segundo de una artista femenina. El álbum lleva vendidas cerca 6 millones de copias globalmente. 

## Lista de canciones
| Edición estándar |                                            | |                                     |          |  |
| N.º              | Título                                     | Escritor(es) | Productor(es)                       | Duración |  |
| 1.               | «Imagine»                                  | Ariana Grande · Andrew Wansel · Jameel Roberts · Nathan Perez · Priscilla Renea                                                                                            | Pop Wansel · Happy Perez            | 3:32     |  |
| 2.               | «Needy»                                    | Ariana Grande · Tommy Brown · Victoria Monét · Tayla Parx | Brown                               | 2:51     |  |
| 3.               | «NASA»                                     | Ariana Grande · Brown · Charles Anderson · Monét · Parx | Brown · Anderson                    | 3:02     |  |
| 4.               | «Bloodline»                                | Ariana Grande · Max Martin · Ilya Salmanzadeh · Savan Kotecha | Martin · Ilya                       | 3:36     |  |
| 5.               | «Fake Smile»                               | Ariana Grande · Wansel · Perez · Renea · Kennedi Lykken · Justin Tranter · Joseph W. Frierson · Mary Lou Frierson                                                          | Pop Wansel · Perez                  | 3:28     |  |
| 6.               | «Bad Idea»                                 | Ariana Grande · Martin · Salmanzadeh · Kotecha | Martin · Ilya                       | 4:27     |  |
| 7.               | «Make Up»                                  | Ariana Grande · Brown · Parx · Monét · Brian Malik Baptiste | Brown · Baptiste                    | 2:21     |  |
| 8.               | «Ghostin»                                  | Ariana Grande, Martin · Monét · Salmanzadeh · Kotecha · Parx | Ilya · Martin                       | 4:31     |  |
| 9.               | «In My Head»                               | Ariana Grande · Brittany "Chi" Coney · Denisia Andrews · Wansel · Perez · Lindel Deon Nelson Jr · Roberts                                                                  | Pop Wansel · Happy Perez · Nova Wav | 3:42     |  |
| 10.              | «7 Rings»                                  | Ariana Grande · Charles Anderson · Kimberly Krysiuk · Michael Foster · Njomza Vitia · Oscar Hammerstein II · Richard Rodgers · Tayla Parx · Tommy Brown · Victoria McCants | Brown · Anderson · Foster           | 2:59     |  |
| 11.              | «Thank U, Next»                            | Ariana Grande · Anderson · Foster · Parx · Brown · Vitia · Krysiuk | Foster · Anderson · Brown           | 3:27     |  |
| 12.              | «Break Up With Your Girlfriend, I'm Bored» | Ariana Grande · Martin · Salmanzadeh · Kotecha · Kandi Burruss · Kevin Briggs                                                                                              | Martin · Ilya                       | 3:10     |  |
| 41:11            |                                            | |                                     |          |  |

Notas
- Los títulos de todas las canciones son estilizados en minúsculas, excepto «NASA».[21]
- «Fake Smile» contiene un sample de «After Laughter (Comes Tears)», interpretada por Wendy Rene.
- «Ghostin» contiene un sample de «2009», interpretada por el fallecido rapero y expareja de Ariana Grande Mac Miller.[22][23][24]
- «7 Rings» canaliza la melodía de «My Favorite Things» escrita por Rodgers y Hammerstein e incluye una interpolación de la canción «Gimme the Loot» de The Notorious B.I.G.
- «Break Up with Your Girlfriend, I'm Bored» contiene un sample de «It Makes Me Ill» interpretada por NSYNC.

## Personal
Créditos adaptados de Tidal.

### Voz
- Ariana Grande - artista primaria
- Victoria Monét - voces de fondo  (pistas 2, 3, 7, 8, 10 y 11)
- Tayla Parx - voces de fondo (pistas 2, 3, 7 y 10)
- Marjorie Grande - voces de fondo (pista 4)
- Doug Middlebrook - voces de fondo (pista 9)
- Shangela Laquifa Wadley - voces no acreditadas (pista 3)

### Instrumentación
- Happy Perez - guitarra (pistas 1, 5, 9), teclados (pistas 1, 5, 9)
- Pop Wansel - teclados (pistas 1, 5, 9)
- Peter Lee Johnson - cuerdas (pista 2)
- Wojtek Bylund - saxofón alto (pista 4)
- Ilya Salmanzadeh - bajo (pistas 4, 6, 8, 12), batería (pistas 4, 6, 12), guitarra (pistas 4, 6, 8), teclados (pistas 4, 6, 8, 12), arreglo de cuerdas (pista 6)
- Janne Bjerger - trompeta (pista 4)
- Max Martin - bajo (pistas 4, 6, 8, 12), batería (pistas 4, 6, 12), guitarra (pistas 4, 6, 8), teclados (pistas 4, 6, 8, 12), arreglo de cuerdas (pista 6)
- Mattias Bylund - Disposición de cuernos (pista 4), cuerdas  (pistas 6, 8), disposición de cuerdas (pista 6), violín (pista 6)
- Magnus Johannson - trompeta (pista 4)
- Peter Noos Johannson - trombón (pista 4)
- Tomas Johannson - saxofón tenor (pista 4)
- JProof - teclados (pistas 5, 9)
- David Bukovinszky - violonchelo (pistas 6, 8)
- Alexander West - guitarra (pista 7)
- Larrance Dopson - guitarra (pista 7)
- Mattias Johannson - violín (pista 8)

### Producción
- Ariana Grande - producción ejecutiva, producción vocal (todas las pistas) arreglista musical (pista 11)
- Scooter Braun - producción ejecutiva
- Happy Perez - producción (pistas 1, 5, 9)
- Pop Wansel - producción (pistas 1, 5, 9)
- Tommy Brown - producción (pistas 2, 3, 7, 10–11)
- Charles Anderson - producción (pistas 3, 10, 11)
- Max Martin - producción (pistas 4, 6, 8, 12), producción vocal (pista 8)
- Ilya Salmanzadeh - producción (pistas 4, 6, 8, 12), producción vocal (pista 8)
- Brian Baptiste - producción (pista 7)
- Michael Foster - producción (pistas 10, 11)
- Victoria Monét - producción vocal (pistas 2, 3, 7, 8, 10, 11)
- Tayla Parx - producción vocal (pistas 2, 7)
- Brittany Chi Coney - producción adicional (pista 9)
- Denisia Andrews - producción adicional (pista 9)
- Andrew Luftman - coordinación de producción (pistas 1, 5, 9)
- Sarah Shelton - coordinación de producción (pistas 1, 5, 9)
- Zvi Edelman - coordinación de producción (pistas 1, 5, 9)

### Técnicos
- Happy Perez - programación (pistas 1, 5, 9)
- Pop Wansel - programación (pistas 1, 5, 9)
- Tommy Brown - programación (pistas 2, 3, 10)
- Charles Anderson - programación (pistas 3, 10)
- Ilya Salmanzadeh - programación (pistas 4, 6, 8, 12)
- Max Martin - programación (pistas 4, 6, 8, 12)
- Michael Foster - programación (pista 10)
- John Hanes: mezcla (pistas 1–3, 10), ayuda para la mezcla (pistas 4, 9, 11,12)
- Serban Ghenea - mezcla (todas las pistas)
- Billy Hickey - ingeniería (pistas 2, 3, 7, 10, 11)
- Sam Holland - ingeniería (pistas 6, 8)
- Brendan Morawski - grabación (pista 1), ingeniería  (pistas 2, 3, 5, 7–11)
- Joe Gallagher - grabación (pista 1), ingeniería (pistas 5, 9)
- Sean Klein - asistencia de grabación (pistas 1–3, 5, 7, 8, 10, 11), asistencia de ingeniería de remixes (pista 9)
- Jeremy Lertola - asistente de grabación (pistas 4, 6, 8, 12)
- Cory Bice - asistencia de grabación  (pistas 4, 6, 8, 12)

## Posicionamiento en listas

### Listas semanales
| Lista (2019)                        | Mejor posición |
| ----------------------------------- | -------------- |
| Argentina (CAPIF)                   | 1              |
| Alemania (Media Control Charts)     | 1              |
| Australia (ARIA)                    | 1              |
| Austria (Ö3 Austria)                | 1              |
| Bélgica (Ultratop Flandes)          | 1              |
| Bélgica (Ultratop Valonia)          | 1              |
| Canadá (Billboard Canadian Albums)  | 1              |
| Corea del Sur (Gaon)                | 2              |
| Dinamarca (Hitlisten)               | 1              |
| Escocia (Scottish Albums Chart)     | 1              |
| Eslovaquia (ČNS IFPI)               | 2              |
| España (PROMUSICAE)                 | 3              |
| Estados Unidos (Billboard 200)      | 1              |
| Finlandia (Suomen virallinen lista) | 2              |
| Francia (SNEP)                      | 3              |
| Hungría (MAHASZ)                    | 11             |
| Irlanda (IRMA)                      | 1              |
| Islandia (Tónlist)                  | 2              |
| Italia (FIMI)                       | 2              |
| Japón (Oricon)                      | 12             |
| Japón International (Oricon)        | 3              |
| Japón (Billboard)                   | 10             |
| Noruega (VG-lista)                  | 1              |
| Nueva Zelanda (RMNZ)                | 1              |
| México (Top 100)                    | 1              |
| Países Bajos (Album Top 100)        | 2              |
| Polonia (ZPAV)                      | 3              |
| Portugal (AFP)                      | 2              |
| Reino Unido (UK Albums Chart)       | 1              |
| República Checa (ČNS IFPI)          | 1              |
| Suecia (Sverigetopplistan)          | 1              |
| Suiza (Schweizer Hitparade)         | 2              |

### Listas mensuales
| Listas (2019)                | Posición |
| ---------------------------- | -------- |
| Corea del Sur (Gaon)         | 83       |
| Eslovaquia (IFPI)            | 2        |
| Japón International (Oricon) | 5        |
| República Checa (IFPI)       | 2        |

| Lista             | Posición |
| ----------------- | -------- |
| México (AMPROFON) | 5        |

## Certificaciones
| País           | Organismo certificador | Certificación | Ventas certificadas | Ref.   |
| -------------- | ---------------------- | ------------- | ------------------- | ------ |
| Australia      | ARIA                   | 2× Platino    | 180,000             | [ 61 ] |
| Brasil         | ABPD                   | Diamante      | 160,000             | [ 62 ] |
| Dinamarca      | IFPI Dinamarca         | Oro           | 10,000              | [ 63 ] |
| Estados Unidos | RIAA                   | 3× Platino    | 3,500,000           | [ 64 ] |
| España         | PROMUSICAE             | Oro           | 20 000              | [ 65 ] |
| México         | AMPROFON               | Platino       | 60,000              | [ 66 ] |
| Nueva Zelanda  | RMNZ                   | Platino       | 15,000              | [ 67 ] |
| Reino Unido    | BPI                    | 2× Platino    | 1,200,000           | [ 68 ] |

## Historial de lanzamiento
| Región | Fecha                | Formato(s)                           | Discográfica     | Ref.          |
| ------ | -------------------- | ------------------------------------ | ---------------- | ------------- |
| Varios | 8 de febrero de 2019 | CD Descarga digital Streaming Casete | Republic Records | [ 69 ] [ 70 ] |
| Varios | 10 de mayo de 2019   | LP                                   | Republic Records | [ 71 ]        |